# 釜戸川橋
E6常磐自動車道
釜戸川橋（かまとがわばし）は、福島県いわき市にある道路橋である。

## 概要
- 全長：376.0m / 381.0m
  - 主径間：42.4m[1]
- 幅員：9.3m×2
- 形式：9（3×3）径間PC連続桁橋
- 施工：オリエンタルコンクリート・大成建設共同企業体
- 竣工：1988年[2]

渡辺町上釜戸字上ノ代から渡辺町上釜戸字橋ノ上に至り、いわき勿来インターチェンジといわき湯本インターチェンジの間に位置する、二級水系藤原川水系釜戸川とそれに並行する福島県道240号釜戸小名浜線を渡る。釜戸川が形成する谷底に広がる水田を跨ぎ、南から北西方向へ起点から見て右方向にゆるくカーブする形状である。1988年3月24日に日立北インターチェンジからいわき中央インターチェンジの間が開通したことにより供用が開始された。上部工の建設にはTL押出工法が用いられ、省力化、経済化が図られた。

## 周辺
- 新常磐交通子繋入口バス停